# باشگاه فوتبال آسک میموساس
باشگاه فوتبال آسک میموساس (فرانسوی: ASEC Mimosas‎) یک باشگاه فوتبال حرفه‌ای است که در شهر آبیجان ساحل عاج در سال ۱۹۴۸ تأسیس شده‌است.
این باشگاه بازیکنانی شناخته شده چون بناونچر کالو، باکاری کونه، دیدیه زاکورا، امانوئل ابوئه، جروینیو، سالومون کالو، روماریک، بوبکر بری، دیدیه یا کونان، کولو توره و یحیی توره را به فوتبال معرفی کرده‌است.